# Imo (staat)
Imo is een Nigeriaanse staat. De hoofdstad is Owerri, de staat heeft 4.621.628 inwoners (2007) en een oppervlakte van 5530 km².

## Geografie
Imo is gelegen in het zuidoosten van Nigeria, in het noorden van de Nigerdelta en vormt samen met de staat Anambra het hart van het land van de Igbo.
Naast de hoofdstad Owerri zijn andere belangrijke steden Okigwe, Oguta en Orlu.

## Lokale bestuurseenheden
De staat is verdeeld in 27 lokale bestuurseenheden (Local Government Areas of LGA's).
Dit zijn:
| - Aboh Mbaise - Ahiazu Mbaise - Ehime Mbano - Ezi na Ifite - Ideato North - Ideato South - Ihite Uboma - Ikeduru - Isiala Mbano - Isu - Mbaitolu - Ngor Okpuala - Njaba - Nkwerre |  | - Nwangele - Obowo - Oguta - Ohaji Egbema - Okigwe - Orlu - Orsu - Oru East - Oru West - Owerri Municipal - Owerri North - Owerri West - Onuimo |

## Geboren
- Raphael Onyedika (2001), voetballer

Abia · Adamawa · Akwa Ibom · Anambra · Bauchi · Bayelsa · Benue · Borno · Cross River · Delta · Ebonyi · Edo · Ekiti · Enugu · Gombe · Imo · Jigawa · Kaduna · Kano · Katsina · Kebbi · Kogi · Kwara · Lagos · Nassarawa · Niger · Ogun · Ondo · Osun · Oyo · Plateau · Rivers · Sokoto · Taraba · Yobe · Zamfara
Federaal district: Federal Capital Territory